# 菰田敦子
菰田 敦子（こもだ あつこ、1977年10月2日 - ）は、シー・フォルダ所属のフリーアナウンサー（元長野放送アナウンサー、ディレクター）、公認心理師、臨床心理士。

## 人物
- 1977年10月2日、静岡県浜北市（現：浜松市浜名区）生まれ。
- 姉は、テレビ静岡社員の菰田玲子で[2]、敦子の5歳年上だが、誕生月日は全く同じである。
- 静岡県立磐田南高等学校、日本女子大学卒業。
- 2001年4月から、NBS長野放送のアナウンサー、ディレクターとして活動。その間、同局の地上デジタル放送推進大使も担当した。2013年3月に結婚した[3]ことに伴い、翌月、NBSを寿退職した。
- 2014年よりフリーアナウンサーとしてシー・フォルダに所属。
- 2020年、お茶の水女子大学大学院、人間文化創成科学研究科の修士課程を修了。公認心理師、臨床心理士の資格を取得。その後、心理職として、慶應義塾大学病院の精神・神経科学教室や、国立成育医療研究センターのこころの診療部乳幼児メンタルヘルス科に勤務経験を持つ。[1]

## 来歴
- NBS入社後、2011年3月25日まではほぼ一貫して報道畑のアナウンサーとして活動し、同局製作の情報・バラエティー系番組への出演はほとんどなかった。
  - 2007年4月26日、2008年北京オリンピックの聖火リレーが長野市内の一般道で行われた際に、コース序盤にあたるJR長野駅西口（通称：善光寺口）の長野大通りをはさんで対峙する中国人留学生らと在日チベット人や支持者との怒号飛び交う一触即発の緊迫の状況を、フジテレビ系めざましどようびで2回、FNNスピーク内でも中継レポートした。
  - 2011年3月25日放送のNBSスーパーニュースをもって、2002年より務めてきた同番組のキャスターを卒業（後任は後輩の大谷香奈絵）。
- 2011年3月28日から、報道局から制作局へ異動し、NBSを退職するまでの間、同局の様々な番組に出演した。異動後の初レギュラー出演である「アスリートG」(2011年4月～2012年12月、毎週水曜放送)では、初の自らディレクター兼務として番組に出演。更に2012年10月から半年間担当していた「健康ばんざい」（毎週第4土曜日放送、長野県医師会監修）も、ディレクター兼務で担当していた。「アスリートG」担当の時は、菰田自身が自ら番組の企画・取材・編集も行い、同番組があった時、地元のサッカーJ2チームである松本山雅を初めとする長野のスポーツの取材も頻繁に行っていた。
- NBS時代は、同局の地上デジタル放送推進大使を担当し、長野県内のさまざまなイベントで地デジ化推進を呼びかけていたほか、地デジ化へ向けてのテレビCMにも出演していた。(2011年7月24日まで)
- 2013年1月下旬に、FNS関係のある会議が富山県（同じ系列局）であった時、自らNBSの担当で出た所、テレビ静岡の担当で出た、当時同局アナウンサーの姉の玲子と一緒になり、テレビ画面上ではなかったものの、姉妹で仕事で初めて一緒になったという[4]。

## 今までの出演番組

### NBS時代

#### レギュラー
- NBSスーパーニュースメインキャスター（2002年4月1日 - 2011年3月25日）
- スーパーニュースカウントダウン
- FNNスピークローカルニュース
- 暮らしのターミナル
- アスリートG（ディレクター兼任、2011年4月 - 2012年12月）
- 健康ばんざい（ディレクター兼任、2012年10月27日 - 2013年3月23日）
- 年1回レギュラー番組
  - 「信州夢街道フェスタ」（2011年6月、2012年6月2日 ブース・レポーター）
  - 「eながのフェスタ」（2011年10月1日、2012年9月22日 ブース・レポーター）

#### 単発番組等
- 2011年
  - 4月28日　宝くじドカーンと2000万円スペシャル～長野版～（演歌歌手ジェロと共演）
  - 5月21日　長野都市ガスpresents　グッチ裕三火の玉クッキング～信州産でおいしく手軽に～
  - 6月4日　めざましテレビ公認 わがまま!気まま!旅気分～きのこ王国　信州中野　初夏の旅（タレント相沢まきと共演）
  - 7月11日　NBS月曜スペシャル　長野・静岡県境紀行（出身地・静岡を散策）
  - 7月23日　長野都市ガスpresents　グッチ裕三火の玉クッキング～夏の元気レシピ～
  - 9月12日　NBS月曜スペシャル 江戸の面影Ⅲ～菰田敦子の中山道旅日記～
- 2012年
  - 3月 「自然エネルギーと暮らす」（同月のみの毎週日曜日放送の4回シリーズ）
  - 3月24日 「春満喫☆軽井沢」(この春の軽井沢の紹介番組)
  - 6月23日　もしもツアーズ諏訪湖ツアー（フジテレビ、長野県内での放送は6月24日）
  - 7月14日　北信越行楽マップ2012～ココで決まり！夏、トキメキの旅～
- 2013年
  - 2月23日 「医療の現場」第8回（飯田市立病院にて、癌の緩和ケアを取材）
  - 2月～3月　「みんなの税　タックスインフォメーション」（全4回）

### NBS退職後、フリーになってから
- グッと!金ようび（チバテレ）（2015年4月～2018年3月）
- みえラジ796（エフエム熱海湯河原）毎週水曜日担当（2024年4月3日～同年9月25日）[5]
- サンセットスクランブル796（エフエム熱海湯河原）毎週水曜日担当（2024年10月2日～2025年3月26日）[6]